# Флен (община)
Община Флен (на шведски: Flens kommun) е разположена в лен Сьодерманланд, източна централна Швеция с обща площ 831 km2 и население 16 156 души (към 31 декември 2013). Административен център на община Флен е едноименния град Флен.